# Bella Block: Das Glück der Anderen
Das Glück der Anderen ist ein Kriminalfilm der Krimireihe Bella Block des Regisseurs Christian von Castelberg aus dem Jahr 2006. In der Hauptrolle verkörpert Hannelore Hoger die Hamburger Hauptkommissarin Bella Block, die die Hilfe einer Lippenleserin in Anspruch nimmt, um einen Mord aufzuklären.

## Handlung
Die Hauptkommissarin Bella Block wird von ihrem jungen Kollegen Jan Martensen um Hilfe gebeten: Die junge Diebin Manu, in die sich der Kaufhausdieb Felix verliebt hat, wird vermisst. Da bisher keine Leiche gefunden wurde, glaubt die Kommissarin zunächst nicht an einen Mord. Jedoch tauchen plötzlich zwei verdächtige Personen auf: Das ältere Ehepaar Otto und Anna Luckner, dessen Nachbarin die verschwundene Frau ist, gerät durch seine widersprüchlichen Aussagen in Mordverdacht.
Im Zuge der Ermittlungen erfährt die Kommissarin, dass Otto wohl des Öfteren mit einer Videokamera die glückliche Liebe zwischen Felix und Manu gefilmt hat, während seine Frau Anna den Mordverdacht auf sich zu lenken versucht.
Bella Block verdächtigt jedoch Felix, den Lebenspartner der mutmaßlich einem Mord zum Opfer gefallenen Manu, der Täterschaft. Zu Hilfe kommt ihr eine Lippenleserin, welche die Videoaufnahmen, die Otto gemacht hat, entschlüsseln kann und somit zur Lösung des Falls eine bedeutende Hilfe ist.
Nebenbei erfährt der Zuschauer, dass Bella Block während ihrer Ermittlungen auch durch Umstände belastet wird, die sie persönlich betreffen. Sie ist zunächst von dem eigentümlichen Verhalten ihres Partners irritiert und verunsichert. Zunächst vermutet sie, dass er eine Geliebte hat, bis er ihr mitteilt, dass er an Prostatakrebs leidet. Durch diesen lebensbedrohlichen Umstand entwickelt sich zwischen ihr und ihrem Partner eine bis dahin ungewohnte Nähe.

## Produktionsnotizen
Norbert Sauer produzierte für die UFA im Auftrag des ZDF. Gedreht wurde 2005 in Hamburg.

## Erscheinungstermine
Bella Block – Das Glück der Anderen wurde am 14. Januar 2006 erstmals im ZDF ausgestrahlt.

## Kritiken
Rainer Tittelbach ist der Ansicht, dass Das Glück der Anderen ein „[g]randioses Buch über das Absterben von Gefühlen mit einer komplexen Spiegelungs- & Projektionsarchitektur [ist]. Stilistisch perfekt inszeniert. Zwischentonreich gespielt.“
Die Programmzeitschrift TV Spielfilm meint anerkennend, dass der Regisseur Christian von Castelberg auch in seinem dritten Bella Block-Film „[...] wieder Stilist [ist]: In suggestiven Bildern leuchtet er die spiegelbildliche Geschichte zweier Beziehungen aus: ein poetisches Kammerspiel über Liebe und Einsamkeit.“ Das Fazit lautet: „Irrfahrt in implodierte Gefühlskosmen“.